# Тигар (опера)
Тигар (Der Tiger/A Tigris), комична опера у једном чину Петра Стојановића. Опера је извођена у две верзије, оригиналној немачкој, под насловом Der Tiger, и у мађарској, под насловом A Tigris. Препев на српски језик су урадили Хуснија Куртовић и Константин Винавер, али она још није изведена у нашој земљи, као и остала сценско-музичка дела Петра Стојановића, осим оперете „Војвода од Рајхштата“ (позната још и као „Наполеон II“), која је праизведена на српском језику (у препеву Миодрага Милановића) у Српском народном позоришту 20. децембра 2003. године.

## Либрето
Рихард фон Пергер (Richard von Perger) и Петар Стојановић према комедији Бенгалски тигар (Un Tigre du Béngal) Е. Брисебара (E. Brisebarre) и М. Мишела (M. Michel)

## Праизведба
14. новембар 1905, Будимпешта у Magyar Királyi Operaház.

## Ликови и улоге
| Робер Ребард (Robert Rebarde) | трговац        | баритон    |
| Аурелија (Aurelia)            | његова жена    | мецосопран |
| Клапот (Clapotte)             | служавка       | сопран     |
| Жорж Лозе (Georges Lauset)    | сусед          | тенор      |
| Нинет Фидон (Ninette Fidons)  | богата удовица | алт        |
| Сусед                         |                | тенор      |

суседи и пролазници (мушки хор)

## Место и време
Градић у Француској почетком XIX века